# Nektariusz (Nadieżdin)
Nektariusz, imię świeckie Nikołaj Samuiłowicz Nadieżdin (ur. 18 listopada?/30 listopada 1819 w Morszansku, zm. 12 września 1873) – rosyjski biskup prawosławny. 

## Życiorys
Wykształcenie teologiczne uzyskał w seminarium duchownym w Tambowie w 1839. Naukę kontynuował w Kijowskiej Akademii Duchownej. Będąc jeszcze studentem, 22 października 1842 złożył wieczyste śluby mnisze, przyjmując imię zakonne Nektariusz. 25 grudnia tego samego roku został wyświęcony na hierodiakona, zaś 14 sierpnia 1843, już jako absolwent Akademii, przyjął święcenia kapłańskie. Został następnie skierowany do pracy w charakterze nadzorcy priworotskiej szkoły powiatowej i parafialnej, był także nauczycielem w ich starszych klasach. 
31 sierpnia 1844 mianowano go odpowiedzialnym za organizację monasteru Opieki Matki Bożej w Barze (w zabudowaniach dawnego klasztoru karmelickiego). W roku następnym uzyskał stopień magistra nauk teologicznych, zaś dwa lata później podniesiono go do godności igumena. W 1847, gdy szkoła, którą kierował, została przeniesiona do Baru, został mianowany jej rektorem i nadal nauczał w wyższych klasach. Jeszcze w tym samym roku zdecydowano o jego przeniesieniu do Kijowa, gdzie otrzymał kolejno stanowiska rektora szkoły duchownej przy soborze Mądrości Bożej, ekonoma pałacu metropolitów kijowskich (w lutym 1848), wreszcie inspektora seminarium duchownego (kwiecień 1849). Otrzymał także stopień profesora teologii. 
19 listopada 1850 otrzymał godność archimandryty. W roku następnym został rektorem seminarium kijowskiego oraz członkiem konsystorza eparchii kijowskiej. Zasiadał także w komitecie powołanym w celu dokonania opisu historycznego i statystycznego administratury. Od 31 maja 1851 był przełożonym monasteru św. Mikołaja na Askoldowej Mogile w Kijowie, od sierpnia zasiadał także w komitecie ds. cenzury ksiąg duchownych eparchii kijowskiej. Rok 1856 spędził w Petersburgu, służąc czasowo w miejscowej eparchii.
W listopadzie 1856 został rektorem seminarium duchownego w Nowogrodzie, które to stanowisko łączył z funkcją przełożonego monasteru św. Antoniego Rzymianina w tym samym mieście. Następnie objął także obowiązki cenzora kazań głoszonych w eparchii nowogrodzkiej oraz dziekana sześciu jej monasterów. 
W 1857 został przeniesiony na urząd rektorski do seminarium duchownego w Petersburgu, zachowując obowiązki przełożonego monasteru św. Antoniego Rzymianina. W 1858 został redaktorem pisma "Duchownaja biesieda". W 1859 został rektorem Petersburskiej Akademii Duchownej, nadzorował także nauczanie religii we wszystkich szkołach w Petersburgu i okolicach. 
13 września 1859 został wyświęcony na biskupa wyborskiego, wikariusza eparchii petersburskiej. Po roku został przeniesiony na katedrę niżnonowogrodzką i arzamaską. W 1867 otrzymał godność arcybiskupa. Dwa lata później mianowany arcybiskupem charkowskim i achtyrskim. W 1872 na polecenie Synodu dokonywał kontroli w organach eparchii kurskiej. Rok później witał w Charkowie cara Aleksandra II. 
Zmarł w 1873 i został pochowany w monasterze Opieki Matki Bożej w Charkowie. Swoje przedmioty osobiste, bibliotekę i rękopisy przekazał w testamencie bratu Wasilijowi Nadieżdinowi, zaś szaty liturgiczne - eparchii charkowskiej i Monasterowi Kuriaskiemu.
Odznaczony orderem św. Anny II stopnia (1854, 1856), orderem św. Włodzimierza III stopnia (1858), orderem św. Anny I stopnia (1865), orderem św. Włodzimierza Krzyża Wielkiego II stopnia (1869), orderem św. Aleksandra Newskiego (1873).